# Q太郎 (游戏)
《Q太郎》是一款由东星软件开发，万代于1985年在FC游戏机发行的横向卷轴游戏。
游戏的情节为Q太郎要去营救被坏人拐走的朋友。
在日版中，游戏的主人公为藤子不二雄笔下的Q太郎。美版的主人公是一个有着翅膀的天使。
玩家控制的主人公可以在天上飞行和地上行走。游戏中有一个飞行能量条，如果偏低，主人公就不能飞行。主人公在不断的吃着食物，使得能量条上升。